# Растиньяк
Эжен де Растиньяк (фр. Eugène de Rastignac) — один из центральных героев романа «Отец Горио» (1834), а также некоторых других романов эпопеи «Человеческая комедия» Оноре де Бальзака, юный провинциал, постепенно утрачивающий идеалистические иллюзии и превращающийся в парижского светского человека, готового на всё ради денег.
Растиньяк — старший сын барона и баронессы де Растиньяк — родился в замке Растиньяк, в департаменте Шаранта, в 1797 году; приехав в Париж в 1819 году изучать право, поселился в пансионе Воке, познакомился там с беглым каторжником Жаком Колленом, скрывавшимся под именем Вотрена, и подружился со студентом-медиком Орасом Бьяншоном. Растиньяк полюбил г-жу Дельфину де Нусинген как раз в ту пору, когда её покинул любовник де Марсе; Дельфина — дочь г-на Горио, бывшего вермишельщика, который жил с Растиньяком в одном пансионе и которого Растиньяк похоронил за свой счёт.
Растиньяк — один из львов высшего света — сближается со многими молодыми людьми своего времени. Он выдает замуж обеих своих сестёр: одну — за Марсиаля де ла Рош-Югона, денди времён Империи, одного из действующих лиц «Супружеского счастья», другую — за министра. Его младший брат Габриэль де Растиньяк, секретарь епископа Лиможского, в 1832 году назначается епископом («Дочь Евы»).
Отпрыск старинного дворянского рода, Растиньяк всё же принимает после Июльской революции пост помощника статс-секретаря в министерстве де Марсе («Сцены политической жизни») и делает быструю карьеру, в 1832 году он занимает видный государственный пост («Тайны княгини де Кадиньян»); в 1836 году после банкротства банкирского дома Нусинген («Банкирский дом Нусинген»), которое обогатило Растиньяка, он имеет уже 40 000 франков годового дохода; в 1838 году он женится на Августе Нусинген, дочери своей бывшей возлюбленной Дельфины, которую он бессовестно обобрал; в 1839 году Растиньяк становится министром финансов и получает титул графа; в 1845 году он — пэр Франции, его ежегодный доход — 300 000 франков («Кузина Бетта», «Депутат от Арси»).
Знамениты слова Растиньяка, с которыми он обращается к Парижу в концовке романа «Отец Горио»: «À nous deux!» — «А теперь — кто победит: я или ты!».
В современном французском языке «Растиньяк» стало нарицательным именем, означающим удачливого выскочку.